# Monacoa
Genre
Monacoa est un genre de poissons marins de la famille des Opisthoproctidae.

## Répartition
Selon les espèces, les poissons du genre Monacoa se rencontrent dans les océans Atlantique et Pacifique.

## Description
La plus grande espèce, Monacoa grimaldii, peut mesurer jusqu'à 80 mm, queue non comprise.

## Liste des espèces
Selon World Register of Marine Species (18 février 2024) :
- Monacoa grimaldii (Zugmayer, 1911)
- Monacoa griseus Poulsen, Sado, Hahn, Byrkjedal, Moku & Miya, 2016
- Monacoa niger Poulsen, Sado, Hahn, Byrkjedal, Moku & Miya, 2016

## Classification
Le nom valide complet (avec auteur) de ce taxon est Monacoa Whitley, 1943,.
En 2016, deux nouvelles espèces ont été décrites, Monacoa griseus et Monacoa niger, qui se distinguent de Monacoa  grimaldii par leurs pigmentations. Un examen de leurs génomes mitochondriaux complets valide le fait qu'ils s'agit d'espèces distinctes.

## Étymologie
Le nom générique, Monacoa, n'a pas d'étymologie avéré mais fait certainement référence à Monaco, où l'expédition ayant conduit à la collecte de Monacoa grimaldii a été organisée.

## Publication originale
- (en) Gilbert P. Whitley, « Ichthyological notes and illustrations », Australian Zoologist, Sydney, vol. 10, no 2,‎ 30 avril 1943, p. 167-187 (ISSN 0067-2238, e-ISSN 2204-2105, lire en ligne, consulté le 18 février 2024).